# Мистецькі змагання на літніх Олімпійських іграх

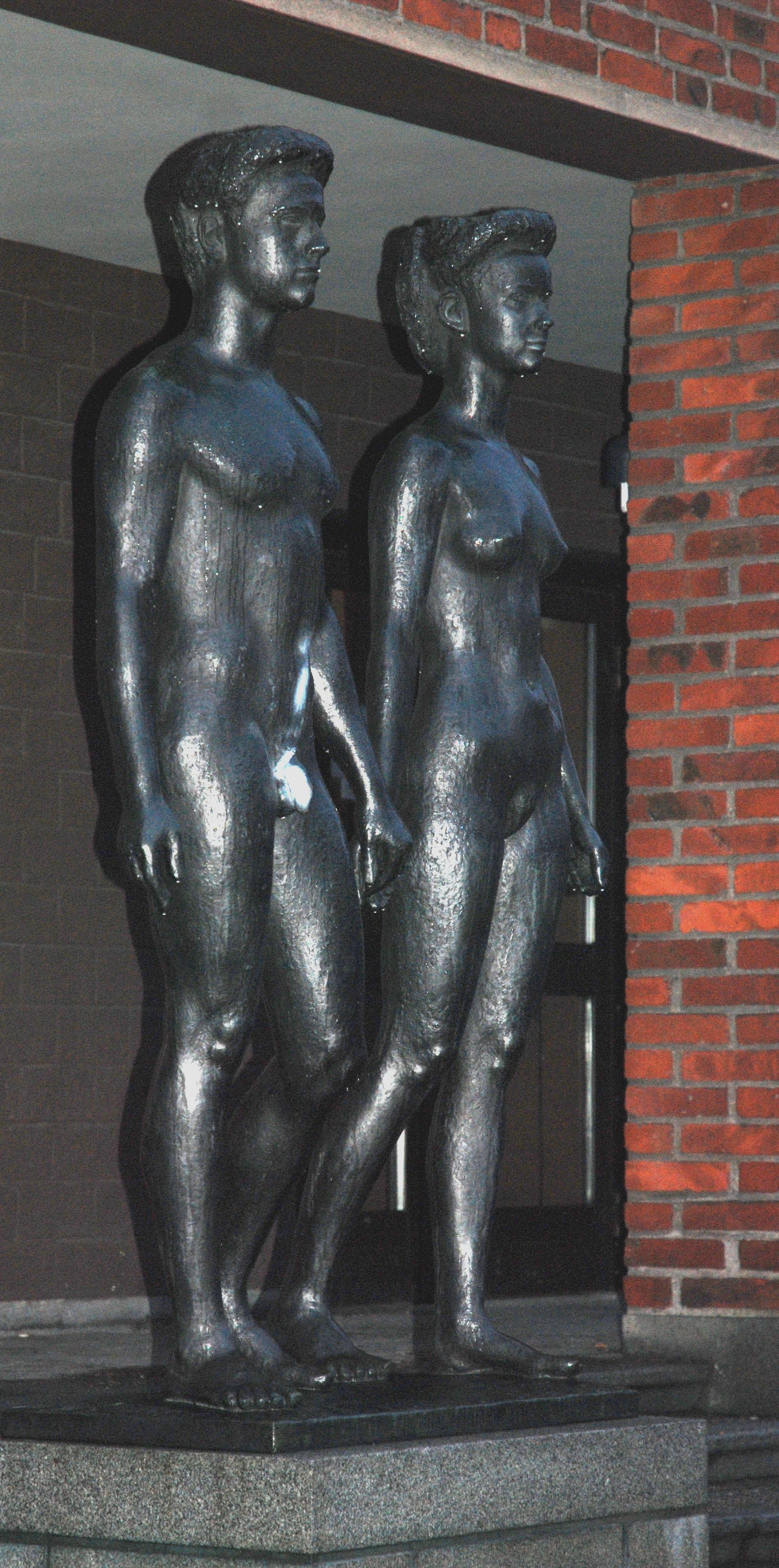
Золота медаль на XIV літній Олімпіаді 1948 в Лондоні. Автор — шведський скульптор Густав Нордал.

Мистецькі змагання входили до складу сучасних Олімпійських ігор в перші роки їх існування, з 1912 до 1952 року. Змагання були частиною початкових задумів засновника олімпійського руху П'єра де Кубертена. Медалі вручали за твори мистецтва, що були пов'язані тематично зі спортом, змагання проводились в п'яти категоріях: архітектура, література, музика, живопис і скульптура.
Проведення конкурсів мистецтва припинили 1954 року, тому що митців вважали професіоналами, а в той час олімпійські спортсмени мали бути аматорами.

## Історія
Зі створенням Міжнародного олімпійського комітету (МОК) 1894 року, і проведенням першої сучасної Олімпіади, французький барон П'єр де Кубертен бачив виконання своїх ідеалів — тренувати розум і тіло, і конкурувати у спорті, а не у війні. Одним з його бажань було об'єднати мистецтво і спорт, і таким чином, він вважав художні твори достойними до участі на Олімпійських іграх.
У травні 1906 року, барон де Кубертен організував зустріч у Парижі для членів МОК та представників організацій художників. Зустріч закінчилася пропозицією МОК провести мистецькі конкурси на Олімпійських іграх в п'яти областях: архітектура, література, музика, живопис і скульптура.
Планувалось провести такі змагання на літніх Олімпійських іграх 1908 в Римі, Італія. Але італійські організатори постали перед фінансовими труднощами й були змушені відмовитись від проведення Ігор, тоді МОК доручив організацію Лондону. Британці планували провести мистецькі конкурси, але через короткий час на підготовку, їх скасували. Організатори вважали, що митці не мати б достатньо часу, щоб створити свої роботи.
П'єр де Кубертен включив мистецькі змагання до програми літніх Олімпійських ігор 1912 року, які відбулися в Стокгольмі, Швеція. Хоча шведи спочатку заперечували проти ідеї мистецьких змагань, їх врешті-решт провели: 35 митців відправили свої твори мистецтва до Швеції, а золоті медалі були присуджені у всіх п'яти категоріях.
Перші післявоєнні Олімпійські ігри проходили в розореній війною Бельгії, мистецькі змагання були в програмі Ігор. На Літніх Олімпійських іграх 1924 року в Парижі конкуренція була досить високою, а 193 митці представили свої роботи. До їх числа входило три митці, що представляли Російську імперію (російську еміграцію в Парижі), тоді як Радянський Союз офіційно не брав участь в Олімпійських іграх, бо вважав їх «буржуазними».
Зростання кількості учасників продовжилося 1928 року в Амстердамі, де понад 1100 творів мистецтва були виставлені в міському музеї, а також були представлені твори з літератури, музики та архітектури. Художникам було дозволено продавати свої роботи в кінці виставки. В той час починаються суперечки в МОК, чи можна вважати митців аматорами, чи вони є професіоналами. В Амстердамі, число конкурсів також була збільшена, з чотирьох до п'яти.
Через економічні труднощі та віддаленість розташування Лос-Анджелеса, число учасників в Олімпіаді 1932 року було нижчим, ніж 1928 року. Але мистецький конкурс це не зачепило, а кількість творів мистецтва залишалась стабільною. Виставку подивилось 384000 відвідувачів в Лос-Анджелеському музеї історії, науки та мистецтва.
Мистецькі конкурси були проведені також в Берліні (1936) і Лондоні (1948), хоча число робіт значно скоротилося до 1948 року.
На конгресі МОК 1949 року обговорювали доповідь, згідно з якою практично всі учасники мистецьких конкурсів були професіоналами, які займаються мистецтвом за гроші, що не відповідало аматорському статусу Олімпіад. Тому змагання вирішено було замінити на виставки без нагород і медалей. Це викликало запеклі дебати в рамках МОК.
1951 року МОК вирішив знову повернути художні конкурси в програму XV літніх Олімпійських ігор 1952 року в Гельсінкі. Проте фінські організатори відмовилися від цієї ідеї під приводом недостатнього часу на підготовку.
На конгресі МОК у 1954 році остаточно вирішили замінити художні конкурси виставками. Спроби переглянути це питання виявилися безрезультатними. Однак, в Олімпійській хартії прописані додаткові зобов'язання для організаторів — включати в програму Олімпіад культурні заходи, щоб «сприяти розвитку взаєморозуміння, дружби та гармонійних відносин між учасниками та глядачами».